# يو إف سي 16
يو إف سي 16: معركة في بايو (بالإنجليزية:  UFC 16: Battle in the Bayou)‏ هو حدث لفنون القتال المختلطة نظمته يو إف سي، أُقيم في 13 مارس 1998، على مركز بونتشارترين في كينير، لويزيانا، الولايات المتحدة.